# Ingolf Huhn

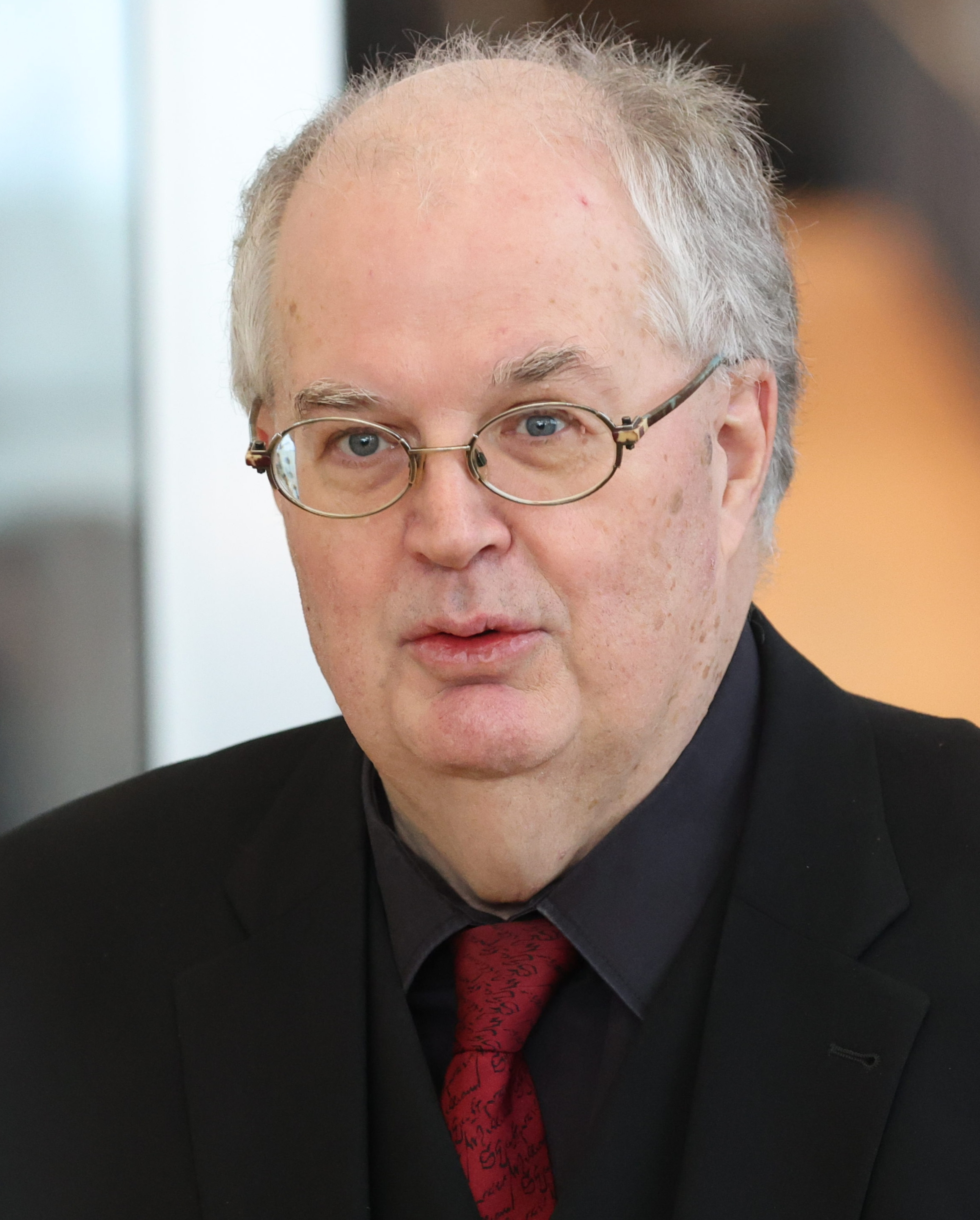
Ingolf Huhn (2024)

Ingolf Huhn (* 1955 in Magdeburg) ist ein deutscher Regisseur, Theaterleiter und Politiker (Bündnis Sahra Wagenknecht). Seit 2024 ist er Mitglied des Sächsischen Landtags.

## Leben
Ingolf Huhn studierte nach dem Abitur Opernregie in Berlin, Musikwissenschaft in Leipzig und darüber hinaus Theologie. Im Anschluss war er Meisterschüler an der Akademie der Künste bei Ruth Berghaus. Danach wirkte er zehn Jahre als Opernregisseur am Staatstheater in Meiningen. In diesem Zeitraum war er zugleich häufig als Regiegast am Opernhaus Graz in der Steiermark/Österreich. Von 1998 bis 2003 wirkte Ingolf Huhn als Intendant des Mittelsächsischen Theaters in Freiberg und Döbeln. Anschließend hatte er von 2003 bis 2008 die Position des Generalintendanten des Theaters Plauen-Zwickau inne. Seit 1. Januar 2010 war Huhn Geschäftsführender Intendant der Erzgebirgischen Theater und Orchester GmbH (ETO) am Eduard-von-Winterstein-Theater in Annaberg-Buchholz; dort wurde er 2021 von Moritz Gogg abgelöst. In den Jahren 2023 und 2024 war Huhn künstlerischer Leiter des Theaterfestivals Greizer Theaterherbst.

## Politik
Huhn wurde 2024 Mitglied des Bündnis Sahra Wagenknecht (BSW) und belegte bei der Landtagswahl in Sachsen 2024 den 10. Listenplatz, über den er in den Landtag einzog. Er vertritt die BSW-Fraktion als kulturpolitischer Sprecher.